# Ilungu
Ilungu ist ein Verwaltungsbezirk (Ward) des Distrikts Mbeya in der gleichnamigen tansanischen Region Mbeya.

## Geografie

### Lage
Ilungu liegt im Südwesten von Tansania. Der Bezirk umfasst ein Hochtal nordwestlich der Stadt Mbeya und südöstlich des Mount Mbeya, die Orte liegen in rund 2000 Meter Seehöhe. Die Fläche beträgt 288,2 Quadratkilometer und bei der Volkszählung 2022 lebten hier 13.484 Menschen in 3997 Haushalten.

## Gliederung
Der Bezirk besteht aus sieben Gemeinden (Mtaa) mit 52 Orten (Kitongoji):
| Kikondo - Ndwila - Mpakani - CCM - Dodoma - Mjimwema - Pambamoto | Shango - Shango - Mnyinga - Mjimwema - Chamasengo - Ilangali - Itiwa | Nyalwela - Mwanjembe - Loleza - Isanga - Katumba - Isyonje A - Isyonje B - Ikuha - Nyalwela - Itete - Kumbulu | Ngole - Nzumba A - Nzumba B - Igalama - Ngole juu - Ngole chini - Mabande - Muungano - Mwambanga | Mwela - Kitulo - Isongole - Kamficheni - Kilimani - Idumbwe - Nsengo | Ifupa - Loleza A - Loleza B - Matwitwi - Ngwenyu - Ifupa A - Ifupa B - Loleza kati - Maendeleo - Voya - Majenje | Mashese - Magombati - Mashese kati - Makunguru - Isanga - Mji mwema - Mji mwema |

## Wirtschaft und Infrastruktur
- Bildung: Die Ilungu Secondary School ist eine staatliche weiterführende Schule, die Jugendliche bis zur 6. Stufe ausbildet.[7][8]
- Gesundheit: Das Gesundheitszentrum in Ilungu behandelt Patienten ambulant und führt auch kleine chirurgische Eingriffe durch.[9] Außerdem gibt es sechs Apotheken im Bezirk, je eine in Ilungu,[10] Kikondo,[11] Shango,[12] Nyalwela,[13] Ngole[14] und Mwela.[15]

## Sonstiges
Im Ilingu-Reservat befindet sich ein Campingplatz.